# Lophoptera hampsoni
Lophoptera hampsoni är en fjärilsart som beskrevs av Swinhoe 1919. Lophoptera hampsoni ingår i släktet Lophoptera och familjen nattflyn. Inga underarter finns listade i Catalogue of Life.